# Литовская партия центра
Литовская партия центра (лит. Lietuvos Centro Partija) — политическая партия Литвы, развивающая идеологию центризма и стремится реализовать идею государства всеобщего благосостояния Президента Литовской Республики Гитанаса Науседы. Основана в 2003 году Ромуальдасом Озоласом. Лидер партии — Наглис Путейкис.

## История партии
Литовская партия центра была основана 1 июня 2003 года Ромуальдасом Озоласом.

## Участие в выборах

### Муниципальные выборы
В 2007 году на выборах в муниципальные советы Литвы партия набрала 11 634 голосов от избирателей и получила 18 мест в муниципальных советах (из них 13 мест достались муниципальному совету Варенского района, мэру — центристу Видасу Микалаускасу).
В 2015 году на выборах в муниципальные советы Литвы партия заняла 4 места: Адольфас Ринкунас (Биржайское самоуправление), Алвидас Валейша (Варенское самоуправление), Кристийонас Камянецкас (Электренское самоуправление), Арунас Гумуляйскас (Шяуляйское самоуправление).
в 2019 году на выборах в муниципальные советы Литвы партия набрала 14 741 голос, тем самым получив 8 мест: три — в Клайпедском самоуправлении (лидер списка кандидатов, кандидат в мэры — Нина Путейкене), два — в Алитусском самоуправлении (лидер списка кандидатов, кандидат в мэры — Лаура Радзевичюте) и ещё три в Варенском самоуправлении (лидер списка кандидатов, кандидат в мэры — Видас Микалаускас).

### Парламентские выборы
В 2012 году Литовская партия центра участвовала в деятельности национального объединения «За Литву в Литве».
В 2016 году Литовская партия центра участвовала в выборах Сейма Литовской Республики, как член Антикоррупционной коалиции Криступаса Кривицкаса и Наглиса Путейкиса. В многомандатном округе коалиция получила 6,06 % голосов всех участвовавших в выборах избирателей — 77 114, но этого было недостаточно для вступления в Сейм Литовской Республики, поскольку порог въезда для политических партий составляет 5 %, а для коалиций — 7 %.
23 октября 2016 года на выборах в Сейм Наглис Путейкис, как представитель Литовской партии центра был избран членом Сейма Литовской Республики по одномандатному датскому избирательному округу.

### Президентские выборы
12 февраля 2017 года на съезде Литовской партии центра в Каунасе было решено, что партия выдвинет своего кандидата на предстоящих президентских выборах — председатель партии, член Сейма Литовской Республики Наглис Путейкис согласился стать им и был единогласно одобрен.

### Выборы в Европейском союзе
9 марта 2019 года Антанас Гуога, тогдашний член Европарламента, меценат и филантроп, объявил, что будет добиваться повторного срока в парламенте ЕС.